# Kormesiy Peak
Kormesiy Peak är en kulle i Antarktis. Den ligger i Sydshetlandsöarna. Argentina, Chile och Storbritannien gör anspråk på området. Toppen på Kormesiy Peak är 260 meter över havet.
Terrängen runt Kormesiy Peak är kuperad åt nordväst. Havet är nära Kormesiy Peak åt sydost. Trakten är glest befolkad. Närmaste befolkade plats är Maldonado Station, 12,4 kilometer nordväst om Kormesiy Peak. 